# Infame accusa
Infame accusa è un film drammatico del 1953 diretto da Giuseppe Vari, al suo debutto come regista.

## Produzione
Il film è ascrivibile al filone dei melodrammi sentimentali, comunemente detto strappalacrime, allora molto in voga tra il pubblico italiano, in seguito ribattezzato dalla critica con il termine neorealismo d'appendice.

## Distribuzione
Il film venne distribuito nel circuito cinematografico italiano il 20 febbraio del 1953.